# أوريول روميو
أوريول روميو فيدال (بالإسبانية: Oriol Romeu Vidal) (مواليد 24 سبتمبر 1991 في طراغونة، كتالونيا، إسبانيا) هو لاعب كرة قدم إسباني يلعب مع نادي برشلونة في الدوري الإسباني، يلعب بشكل أساسي كلاعب خط وسط دفاعي، وأحياناً يلعب كمدافع.

## مسيرته

### برشلونة
لعب روميو لفريق برشلونة للناشئين بعد أن أتى إليه قادماً من جاره إسبانيول عام 2004. استدعاه مدرب برشلونة بيب غوارديولا لأول مرة في مباراة ودية ضد فريق كاظمة الكويتي، وكان ضمن القائمة المستدعاة للعب كأس العالم للأندية عام 2009 في أبوظبي. كان أول ظهور رسمي له في مباراة فريقه ضد إشبيليا في كأس السوبر الإسباني عام 2010 والتي انتهت بفوز إشبيليا 3-1، ولعب روميو 90 دقيقة في تلك المباراة. أول ظهور له في الدوري الإسباني كان في آخر 10 دقائق من مباراة برشلونة ضد ديبورتيفو لاكارونيا عام 2011 والتي انتهت بالتعادل السلبي.

### تشيلسي
انتقل إلى تشيلسي مقابل 5 ملايين يورو في عقد يمتد لأربع سنوات مع إمكانية إرجاعه من قبل برشلونة الإسباني مقابل 10 مليون يورو عام 2012,أو 15 مليون يورو عام 2013.يحمل روميو الرقم 6 في النادي اللندني. كان أول ظهور رسمي له مع تشيلسي في 10 سبتمبر عام 2011 في الدقيقة 79 في المباراة التي انتصر فيها فريقه أمام سندرلاند 2-1. تعرّض روميو لإصابة في الركبة في 11 ديسمبر 2012 في مباراة تشيلسي أمام سندرلاند حرمته من المشاركة مع الفريق حتى نهاية الموسم لتتم إعارته إلى فالنسيا لاحقا. ثم في موسم 2014-15 تم أعارته لنادي شتوتغارت.

## المسيرة الدولية
لعب روميو مع المنتخب الإسباني تحت 17 عام وتحت 19 عام وتحت 20 عامًا.

## البطولات
برشلونة
- الدوري الإسباني (1): 2010–11
- كأس السوبر الإسباني (1): 2010

تشيلسي
- كأس الاتحاد الإنجليزي (1): 2011–12
- دوري أبطال أوروبا (1): 2011–12

منتخب إسبانيا تحت 17 عام
- بطولة أوروبا تحت 17 سنة لكرة القدم (1) 2008

## روابط خارجية
- أوريول روميو على موقع الاتحاد الدولي (مؤرشف)  (الإنجليزية)
- أوريول روميو على موقع الاتحاد الأوربي (الإنجليزية)
- أوريول روميو على موقع قاعدة بيانات كرة القدم.إي يو (الإنجليزية)
- أوريول روميو على موقع ليكيب (الفرنسية)
- أوريول روميو على موقع Soccerbase.com (لاعب) (الإنجليزية)
- أوريول روميو على موقع Soccerway.com (الإنجليزية)
- أوريول روميو على موقع عالم كرة القدم.نت (الإنجليزية)
- أوريول روميو على موقع أوليمبيديا (الإنجليزية)